# وایت‌هورس، یوکان
وایت‌هورس (به انگلیسی: Whitehorse) مرکز قلمروی یوکان و بزرگترین شهر در شمال کانادا است.
وایت‌هورس تنها شهر یوکان و بزرگترین شهر این قلمرو است. این شهر در سال ۱۹۵۰ ثبت شد و در کیلومتر ۱۴۲۶ در بزرگراه آلاسکا در جنوب یوکان واقع شده است.
در سال ۲۰۱۳ جمعیت کل وایت‌هورس ۲۷۸۸۹ نفر بوده است.